# Else Gebel
Else Gebel (* 5. Juli 1905 in Augsburg; † 1964 in München) war eine deutsche kommunistische Widerstandskämpferin gegen den Nationalsozialismus. Sie wurde vor allem durch ihre gemeinsame Inhaftierung mit Sophie Scholl in der Gestapo-Leitstelle im Wittelsbacher Palais vor deren Hinrichtung bekannt.

## Leben
Else Gebel wuchs mit ihren zwei Brüdern Willy und Arno auf. Mit Willy Gebel war sie eng verbunden, beide wohnten bis 1935 in einer gemeinsamen Wohnung. Else Gebels Mutter starb, als sie 20 war. Die drei Geschwister waren kritisch gegenüber der nationalsozialistischen Doktrin. Else Gebel arbeitete bis zu den Novemberpogromen 1938 als Chefsekretärin des jüdischen Kaufhausbesitzers Max Uhlfelder in München. Dessen Kaufhaus Uhlfelder wurde von den Nationalsozialisten in der Reichspogromnacht 1938 verwüstet, Max Uhlfelder wurde verhaftet und ins Konzentrationslager Dachau gebracht. Er kehrte 1953 nach München zurück, sein Plan, das Kaufhaus wieder aufzubauen, scheiterte. Else Gebel konnte entkommen. Sie war in der Folge bis zu ihrer Verhaftung bei der Firma Diamalt angestellt.
Sie und ihr Bruder Willy Gebel waren Mitglied des „Aufbruch-Arbeitskreises“, später der „Gruppe Römer-Uhrig“ um Beppo Römer und Robert Uhrig, einer kommunistischen Widerstandsgruppe gegen den Nationalsozialismus. 1942 wurden sie mit einem Brief mit Ludwig-Thoma-Zitaten gegen Adolf Hitler aufgespürt und verhaftet. Ihr Bruder Willy wurde am 24. März 1944 zum Tode verurteilt und im April 1944 hingerichtet. Sie wurde am 20. Juni 1944 zu einer Zuchthausstrafe von einem Jahr und vier Monaten verurteilt und musste als Buchhalterin für die Nationalsozialisten arbeiten.
Während ihrer Untersuchungshaft lernte sie am 18. Februar 1943 die festgenommene Sophie Scholl kennen, freundete sich mit ihr an und führte Gespräche mit ihr. Am 22. Februar 1943 wurden Sophie Scholl, ihr Bruder Hans Scholl und deren Freund Christoph Probst zum Tode verurteilt.
Nach dem Krieg bewahrte Else Gebel viele Erinnerungen an ihre verstorbene Zellengenossin auf, wie es in den Filmen Fünf letzte Tage und Sophie Scholl – Die letzten Tage dargestellt wird. Else Gebel starb 1964.